# Someone to You
Someone to You is een nummer van de Britse singer-songwriter Banners, dat uitkwam in 2017. Later, in 2019, verscheen het op zijn album Where the Shadow Ends. In oktober 2020 werd het nummer heruitgebracht.
Het nummer behaalde de 6e positie in de Nederlandse Top 40 en de 16e positie in de Nederlandse Single Top 100. In de Vlaamse Ultratop 50 piekte het op positie 8. Het nummer werd in augustus 2020 uitgeroepen tot Alarmschijf bij Qmusic. Bij de radiozender MNM werd het een MNM-Big Hit.

## Achtergrond
Michael Nelson (Banners) schreef het nummer samen met Grant Michaels en Samuel Hollander. Het nummer gaat over het zoeken naar liefde en eenzaamheid. De videoclip is geregisseerd door Danielle Girdwood en Charlotte Fassler. Het bereikte destijds niet de Nederlandstalige hitlijsten. Dit gebeurde pas in 2020, toen het nummer honderdduizenden keren werd gebruikt op TikTok en meer dan 200 miljoen keer gestreamd werd.

## Hitlijsten

### Nederlandse Top 40
| Hitnotering: 29-08-2020 t/m 20-02-2021 | Hitnotering: 29-08-2020 t/m 20-02-2021 | Hitnotering: 29-08-2020 t/m 20-02-2021 | Hitnotering: 29-08-2020 t/m 20-02-2021 | Hitnotering: 29-08-2020 t/m 20-02-2021 | Hitnotering: 29-08-2020 t/m 20-02-2021 | Hitnotering: 29-08-2020 t/m 20-02-2021 | Hitnotering: 29-08-2020 t/m 20-02-2021 | Hitnotering: 29-08-2020 t/m 20-02-2021 | Hitnotering: 29-08-2020 t/m 20-02-2021 | Hitnotering: 29-08-2020 t/m 20-02-2021 | Hitnotering: 29-08-2020 t/m 20-02-2021 | Hitnotering: 29-08-2020 t/m 20-02-2021 | Hitnotering: 29-08-2020 t/m 20-02-2021 | Hitnotering: 29-08-2020 t/m 20-02-2021 | Hitnotering: 29-08-2020 t/m 20-02-2021 | Hitnotering: 29-08-2020 t/m 20-02-2021 | Hitnotering: 29-08-2020 t/m 20-02-2021 | Hitnotering: 29-08-2020 t/m 20-02-2021 | Hitnotering: 29-08-2020 t/m 20-02-2021 | Hitnotering: 29-08-2020 t/m 20-02-2021 | Hitnotering: 29-08-2020 t/m 20-02-2021 | Hitnotering: 29-08-2020 t/m 20-02-2021 | Hitnotering: 29-08-2020 t/m 20-02-2021 | Hitnotering: 29-08-2020 t/m 20-02-2021 | Hitnotering: 29-08-2020 t/m 20-02-2021 | Hitnotering: 29-08-2020 t/m 20-02-2021 | Hitnotering: 29-08-2020 t/m 20-02-2021 |
| Week:                                  | 1                                      | 2                                      | 3                                      | 4                                      | 5                                      | 6                                      | 7                                      | 8                                      | 9                                      | 10                                     | 11                                     | 12                                     | 13                                     | 14                                     | 15                                     | 16                                     | 17                                     | 18                                     | 19                                     | 20                                     | 21                                     | 22                                     | 23                                     | 24                                     | 25                                     | 26                                     |                                        |
| -------------------------------------- | -------------------------------------- | -------------------------------------- | -------------------------------------- | -------------------------------------- | -------------------------------------- | -------------------------------------- | -------------------------------------- | -------------------------------------- | -------------------------------------- | -------------------------------------- | -------------------------------------- | -------------------------------------- | -------------------------------------- | -------------------------------------- | -------------------------------------- | -------------------------------------- | -------------------------------------- | -------------------------------------- | -------------------------------------- | -------------------------------------- | -------------------------------------- | -------------------------------------- | -------------------------------------- | -------------------------------------- | -------------------------------------- | -------------------------------------- | -------------------------------------- |
| Positie:                               | 35                                     | 24                                     | 20                                     | 17                                     | 12                                     | 9                                      | 8                                      | 6                                      | 7                                      | 7                                      | 7                                      | 8                                      | 8                                      | 8                                      | 9                                      | 11                                     | 11                                     | 15                                     | 15                                     | 16                                     | 21                                     | 23                                     | 24                                     | 29                                     | 34                                     | 38                                     | uit                                    |

### NederlandseSingle Top 100
| Hitnotering: 22-08-2020 t/m 13-03-2021 | Hitnotering: 22-08-2020 t/m 13-03-2021 | Hitnotering: 22-08-2020 t/m 13-03-2021 | Hitnotering: 22-08-2020 t/m 13-03-2021 | Hitnotering: 22-08-2020 t/m 13-03-2021 | Hitnotering: 22-08-2020 t/m 13-03-2021 | Hitnotering: 22-08-2020 t/m 13-03-2021 | Hitnotering: 22-08-2020 t/m 13-03-2021 | Hitnotering: 22-08-2020 t/m 13-03-2021 | Hitnotering: 22-08-2020 t/m 13-03-2021 | Hitnotering: 22-08-2020 t/m 13-03-2021 | Hitnotering: 22-08-2020 t/m 13-03-2021 | Hitnotering: 22-08-2020 t/m 13-03-2021 | Hitnotering: 22-08-2020 t/m 13-03-2021 | Hitnotering: 22-08-2020 t/m 13-03-2021 | Hitnotering: 22-08-2020 t/m 13-03-2021 | Hitnotering: 22-08-2020 t/m 13-03-2021 |
| Week:                                  | 1                                      | 2                                      | 3                                      | 4                                      | 5                                      | 6                                      | 7                                      | 8                                      | 9                                      | 10                                     | 11                                     | 12                                     | 13                                     | 14                                     | 15                                     | 16                                     |
| -------------------------------------- | -------------------------------------- | -------------------------------------- | -------------------------------------- | -------------------------------------- | -------------------------------------- | -------------------------------------- | -------------------------------------- | -------------------------------------- | -------------------------------------- | -------------------------------------- | -------------------------------------- | -------------------------------------- | -------------------------------------- | -------------------------------------- | -------------------------------------- | -------------------------------------- |
| Positie:                               | 81                                     | 65                                     | 47                                     | 37                                     | 39                                     | 34                                     | 30                                     | 23                                     | 16                                     | 17                                     | 18                                     | 19                                     | 18                                     | 20                                     | 23                                     | 27                                     |
| Week:                                  | 17                                     | 18                                     | 19                                     | 20                                     | 21                                     | 22                                     | 23                                     | 24                                     | 25                                     | 26                                     | 27                                     | 28                                     | 29                                     | 30                                     |                                        |                                        |
| Positie:                               | 36                                     | 53                                     | 51                                     | 70                                     | 30                                     | 33                                     | 45                                     | 46                                     | 50                                     | 46                                     | 56                                     | 59                                     | 82                                     | 94                                     | uit                                    |                                        |

### VlaamseUltratop 50
| Hitnotering: 11-07-2020 t/m 13-03-2021 | Hitnotering: 11-07-2020 t/m 13-03-2021 | Hitnotering: 11-07-2020 t/m 13-03-2021 | Hitnotering: 11-07-2020 t/m 13-03-2021 | Hitnotering: 11-07-2020 t/m 13-03-2021 | Hitnotering: 11-07-2020 t/m 13-03-2021 | Hitnotering: 11-07-2020 t/m 13-03-2021 | Hitnotering: 11-07-2020 t/m 13-03-2021 | Hitnotering: 11-07-2020 t/m 13-03-2021 | Hitnotering: 11-07-2020 t/m 13-03-2021 | Hitnotering: 11-07-2020 t/m 13-03-2021 | Hitnotering: 11-07-2020 t/m 13-03-2021 | Hitnotering: 11-07-2020 t/m 13-03-2021 | Hitnotering: 11-07-2020 t/m 13-03-2021 | Hitnotering: 11-07-2020 t/m 13-03-2021 | Hitnotering: 11-07-2020 t/m 13-03-2021 | Hitnotering: 11-07-2020 t/m 13-03-2021 | Hitnotering: 11-07-2020 t/m 13-03-2021 | Hitnotering: 11-07-2020 t/m 13-03-2021 | Hitnotering: 11-07-2020 t/m 13-03-2021 |
| Week:                                  | 1                                      | 2                                      | 3                                      | 4                                      | 5                                      | 6                                      | 7                                      | 8                                      | 9                                      | 10                                     | 11                                     | 12                                     | 13                                     | 14                                     | 15                                     | 16                                     | 17                                     | 18                                     | 19                                     |
| -------------------------------------- | -------------------------------------- | -------------------------------------- | -------------------------------------- | -------------------------------------- | -------------------------------------- | -------------------------------------- | -------------------------------------- | -------------------------------------- | -------------------------------------- | -------------------------------------- | -------------------------------------- | -------------------------------------- | -------------------------------------- | -------------------------------------- | -------------------------------------- | -------------------------------------- | -------------------------------------- | -------------------------------------- | -------------------------------------- |
| Positie:                               | 41                                     | 18                                     | 24                                     | 19                                     | 15                                     | 17                                     | 12                                     | 12                                     | 8                                      | 13                                     | 9                                      | 9                                      | 10                                     | 11                                     | 9                                      | 12                                     | 10                                     | 12                                     | 12                                     |
| Week:                                  | 20                                     | 21                                     | 22                                     | 23                                     | 24                                     | 25                                     | 26                                     | 27                                     | 28                                     | 29                                     | 30                                     | 31                                     | 32                                     | 33                                     | 34                                     | 35                                     | 36                                     |                                        |                                        |
| Positie:                               | 19                                     | 27                                     | 27                                     | 22                                     | 24                                     | 24                                     | 16                                     | 29                                     | 31                                     | 34                                     | 32                                     | 32                                     | 29                                     | 32                                     | 34                                     | 34                                     | 39                                     | uit                                    |                                        |